# Carlos Silva Socarrás
Carlos Alberto Silva Socarrás (Santa Marta, Colombia; 29 de abril de 1973) conocido simplemente como "Paradita Silva" es un exfutbolista y director técnico colombiano. Actualmente es director deportivo del Unión Magdalena.

## Plano personal

### Formación académica
Aconsejado por Jorge Luis Pinto estudio tres carreras. administración de empresas, ciencias sociales y educación física además posee la Licencia Pro de la FIFA.

### Inicios
Desde el año 1996 comenzó a dirigir al Unión Magdalena en sus categorías menores hasta 2007. Además también ha trabajado como instructor del SENA.

## Trayectoria

### Primeras etapas en Unión Magdalena

#### 2008-10
Su primera etapa y debut como entrenador fue con el Unión Magdalena, entre el 1 de enero de 2008 y el 17 de agosto de 2010. Dirigió un total de 153 partidos, (121) por la segunda división y (32) por Copa Colombia. Logrando un subtítulo de segunda división frente al Deportivo Rionegro. A mediados de temporada es remplazado por Arturo Boyacá.

#### 2011-12
Su segunda etapa con el 'ciclón bananero' se dio entre enero de 2011 e inicios de julio de 2012. Dirige en 81 oportunidades, (61) por la segunda división donde a pesar de unas campañas irregulares, llega a la final del torneo perdiendo la por penales ante el América de Cali. Mientras que por la Copa Colombia dirige en (20) oportunidades en donde tan solo consigue dos victorias.

#### 2015-16
Posteriormente tendría una tercera etapa entre agosto de 2015 y diciembre de 2016, con sin llegar a lograr ningún objetivo. Dirige 55 partidos, (49) por la segunda división y (6) por la Copa Colombia.

### Unión Comercio
Su única experiencia internacional fue dirigiendo al Unión Comercio de Perú en 2017.

### Cuarta etapa en Unión Magdalena

#### 2019
Desde el día 17 de septiembre de 2019 se confirma con nuevo entrenador del club, que prácticamente ya estaba descendido, dirigiendo desde la fecha 12 del torneo finalización. Con un saldo negativo de 1 victoria, 3 empates y 5 derrotas.

#### 2020
Para la temporada 2020 de la segunda división es ratificado en el cargo donde entre torneo y copa registra; 13 victorias, 7 empates y 8 derrotas.

#### 2021
En el primer semestre del año (2021-I) estuvo cerca de llegar a la final con un saldo de: 10 victorias, 7 empates y 5 derrotas. Paralelamente en la Copa Colombia quedaría eliminado en la primera fase ante el Boca Juniors de Cali tras una llave negativa en la que perdió de local y empató de visitante.
Para el segundo semestre del año (2021-II) logra el ascenso a la Primera División tras ganarle en un partido muy controversial en la última fecha del campeonato 2-1 al Club Llaneros en el último minuto del partido. En total ganaría 10 partidos, empató en 6 y perdió en 4 oportunidades. Además, le ganó la final (título) del año al Cortuluá.

#### 2022
Ya en la Categoría Primera A en el Torneo Apertura tras un pésimo arranque de campaña en el que sumo apenas 2 victorias, 3 empates y 10 derrotas; mientras que en la Copa Colombia golearía al Real Santander con un marcador global de 8-2. El día 12 de abril de 2022 Silva se marcharía de la institución.

## Clubes

### Como jugador
| Club            | País     | Año         |             |
| --------------- | -------- | ----------- | ----------- |
| Unión Magdalena | Colombia | Desconocido | Desconocido |

### Como formador
| Club                               | País     | Año         |
| ---------------------------------- | -------- | ----------- |
| Divisiones menores Unión Magdalena | Colombia | 1996 - 2007 |

### Como entrenador
| Equipo                     | Periodo                  | Periodo                  |
| Equipo                     | Desde                    | Hasta                    |
| -------------------------- | ------------------------ | ------------------------ |
| Unión Magdalena · Colombia | 30 de diciembre de 2007  | 17 de agosto de 2010     |
| Unión Magdalena · Colombia | 24 de abril de 2011      | 3 de julio de 2012       |
| Unión Magdalena · Colombia | 20 de agosto de 2015     | 18 de diciembre de 2016  |
| Unión Comercio · Perú      | 15 de mayo de 2017       | 12 de septiembre de 2017 |
| Unión Magdalena · Colombia | 17 de septiembre de 2019 | 12 de abril de 2022      |
| Unión Magdalena · Colombia | 3 de agosto de 2025      | Presente                 |

## Estadísticas como entrenador
| Unión Magdalena · Colombia | 2ª                  | 2008                | 50  | 22  | 15 | 13  | 12 | 6  | 2  | 4  | - | - | - | - | 62  | 28  | 17  | 17  | 54.3%  |
| Unión Magdalena · Colombia | 2ª                  | 2009                | 48  | 18  | 16 | 14  | 10 | 1  | 1  | 8  | - | - | - | - | 58  | 19  | 17  | 22  | 42.53% |
| Unión Magdalena · Colombia | 2ª                  | 2010                | 23  | 10  | 4  | 9   | 10 | 1  | 3  | 6  | - | - | - | - | 33  | 11  | 7   | 15  | 40.4%  |
| Unión Magdalena · Colombia | 2ª                  | 2011                | 36  | 9   | 9  | 18  | 10 | 2  | 2  | 6  | - | - | - | - | 46  | 11  | 11  | 24  | 31.88% |
| Unión Magdalena · Colombia | 2ª                  | 2012                | 26  | 11  | 8  | 7   | 10 | 0  | 2  | 8  | - | - | - | - | 36  | 11  | 10  | 15  | 39.82% |
| Unión Magdalena · Colombia | 2ª                  | 2015                | 15  | 6   | 3  | 6   | -  | -  | -  | -  | - | - | - | - | 15  | 6   | 3   | 6   | 46.67% |
| Unión Magdalena · Colombia | 2ª                  | 2016                | 32  | 9   | 8  | 15  | 6  | 2  | 0  | 4  | - | - | - | - | 38  | 11  | 8   | 19  | 35.97% |
| Unión Comercio · Perú      | 1ª                  | 2017                | 19  | 6   | 3  | 10  | -  | -  | -  | -  | - | - | - | - | 19  | 6   | 3   | 10  | 36.84% |
| Unión Comercio · Perú      | Total               | Total               | 19  | 6   | 3  | 10  | 0  | 0  | 0  | 0  | 0 | 0 | 0 | 0 | 19  | 6   | 3   | 10  | 36.84% |
| Unión Magdalena · Colombia | 1ª                  | 2019                | 9   | 1   | 3  | 5   | -  | -  | -  | -  | - | - | - | - | 9   | 1   | 3   | 5   | 22.22% |
| Unión Magdalena · Colombia | 2ª                  | 2020                | 23  | 11  | 6  | 6   | 4  | 1  | 1  | 2  | - | - | - | - | 27  | 12  | 7   | 8   | 53.08% |
| Unión Magdalena · Colombia | 2ª                  | 2021                | 42  | 20  | 13 | 9   | 2  | 0  | 1  | 1  | - | - | - | - | 44  | 20  | 14  | 10  | 56.06% |
| Unión Magdalena · Colombia | 1ª                  | 2022                | 15  | 2   | 3  | 10  | 2  | 2  | 0  | 0  | - | - | - | - | 17  | 4   | 3   | 10  | 29.41% |
| Unión Magdalena · Colombia | 1ª                  | 2025                |     |     |    |     |    |    |    |    |   |   |   |   |     |     |     |     |        |
| Unión Magdalena · Colombia | Total               | Total               | 319 | 110 | 88 | 121 | 66 | 15 | 12 | 39 | 0 | 0 | 0 | 0 | 385 | 125 | 100 | 160 | 41.13% |
| Total en su carrera        | Total en su carrera | Total en su carrera | 338 | 116 | 91 | 131 | 66 | 15 | 12 | 39 | 0 | 0 | 0 | 0 | 404 | 131 | 103 | 170 | 40.93% |
| 1. 2.                      |                     |                     |     |     |    |     |    |    |    |    |   |   |   |   |     |     |     |     |        |

## Palmarés
| Título    | Club            | País     | Año  |
| --------- | --------------- | -------- | ---- |
| Primera B | Unión Magdalena | Colombia | 2021 |